# Ompok pabo
Ompok pabo är en fiskart som först beskrevs av Hamilton 1822.  Ompok pabo ingår i släktet Ompok och familjen malfiskar. IUCN kategoriserar arten globalt som nära hotad. Inga underarter finns listade i Catalogue of Life.